# Parque nacional de Bogani Nani Wartabone
El Parque nacional de Bogani Nani Wartabone es un parque nacional indonesio que se encuentra en la península de Minahassa en la isla de Célebes. Tiene una extensión de 2.871 km². Anteriormente conocido como Parque nacional Dumoga Bone, fue establecido en 1991 y fue rebautizado en honor de Nani Wartabone, un luchador de la resistencia local que expulsó a los japoneses de Gorontalo durante la Segunda Guerra Mundial. El parque ha sido identificado por la Wildlife Conservation Society como el lugar más importante para la conservación de la vida salvaje de Sulawesi y es el hogar de varias especies endémicas de esta isla.

## Flora y fauna
Especies de plantas habituales en el parque son Piper aduncum, Trema orientalis, especies de Macaranga y varias orquídeas. Plantas en peligro que hay en el parque serían la palma de matayangan (Pholidocarpus ihur), el ébano de Macasar, especies del género Intsia, Arcangelisia flava y Amorphophallus companulatus).
En el parque se han documentado 24 especies de mamíferos, 11 de reptiles y 125 de aves. Entre ellas se incluyen las especies en peligro anoas y el nínox bermejo, que sólo pudo describirse científicamente en 1999 por un ejemplar hallado en el parque.
Entre los animales grandes del parque están la babirusa y el jabalí verrugoso de Célebes.

### Cría de talégalo
El talégalo maleo es endémico de la isla y es la mascota del parque. Este pájaro ha criado con éxito en el parque, y para el mes de febrero de 2012, alrededor de 3.300 aves han sido liberadas en su hábitat. El campamento Hungoyono en Bone Bolango es el hábitat más grande de estos talégalos con cuatro sitios de cría. Normalmente, los pájaros necesitan arena caliente geotermal para criar, como en el campamento Hungoyono.

## Amenazas
El parque está amenazado por talas incontroladas, la caza furtiva y la minería ilegal.